# Canoagem nos Jogos Olímpicos de Verão de 2016 - Slalom K-1 feminino
A competição do slalom K-1 feminino  da canoagem nos Jogos Olímpicos de Verão de 2016 realizou-se nos dias 8 e 11 de agosto no Estádio de Canoagem Slalom.

## Calendário
Horário local (UTC-3)
| Dia          | Horário | Fase       |
| ------------ | ------- | ---------- |
| 8 de agosto  | 13:10   | Preliminar |
| 11 de agosto | 13:15   | Semifinal  |
| 11 de agosto | 15:00   | Final      |

## Medalhistas
| Ouro   | ESP Maialen Chourraut |
| Prata  | NZL Luuka Jones       |
| Bronze | AUS Jessica Fox       |

## Resultados
| Pos.              | Canoísta                | Preliminar | Preliminar | Preliminar | Preliminar | Preliminar | Preliminar | Semifinal   | Semifinal   | Semifinal   | Final       | Final       | Final       |
| Pos.              | Canoísta                | Descida 1  | Pen.       | Descida 2  | Pen.       | Melhor     | Ordem      | Tempo       | Pen.        | Ordem       | Tempo       | Pen.        | Ordem       |
| ----------------- | ----------------------- | ---------- | ---------- | ---------- | ---------- | ---------- | ---------- | ----------- | ----------- | ----------- | ----------- | ----------- | ----------- |
| Medalha de ouro   | ESP Maialen Chourraut   | 155.43     | 52         | 106.47     | 4          | 106.47     | 11         | 101.83      | 0           | 3           | 98.65       | 0           | 1           |
| Medalha de prata  | NZL Luuka Jones         | 100.59     | 0          | 101.96     | 2          | 100.59     | 4          | 108.05      | 2           | 7           | 101.82      | 0           | 2           |
| Medalha de bronze | AUS Jessica Fox         | 107.88     | 2          | 99.51      | 2          | 99.51      | 2          | 104.50      | 0           | 5           | 102.49      | 2           | 3           |
| 4                 | SVK Jana Dukátová       | 102.25     | 2          | 155.87     | 50         | 102.25     | 6          | 106.59      | 2           | 6           | 103.86      | 2           | 4           |
| 5                 | AUT Corinna Kuhnle      | 109.63     | 0          | 107.02     | 0          | 107.02     | 12         | 101.54      | 0           | 1           | 104.75      | 4           | 5           |
| 6                 | GBR Fiona Pennie        | 100.52     | 2          | DNS        | –          | 100.52     | 3          | 101.81      | 0           | 2           | 105.70      | 4           | 6           |
| 7                 | GER Melanie Pfeifer     | 115.60     | 2          | 107.30     | 2          | 107.30     | 14         | 108.58      | 0           | 10          | 106.89      | 2           | 7           |
| 8                 | ITA Stefanie Horn       | 106.90     | 4          | 99.07      | 0          | 99.07      | 1          | 108.30      | 0           | 8           | 107.22      | 2           | 8           |
| 9                 | SLO Urša Kragelj        | 106.86     | 2          | 102.79     | 0          | 102.79     | 7          | 108.37      | 2           | 9           | 108.68      | 2           | 9           |
| 10                | CZE Kateřina Kudějová   | 102.06     | 2          | 106.10     | 6          | 102.06     | 5          | 103.78      | 0           | 4           | 108.76      | 2           | 10          |
|                   |                         |            |            |            |            |            |            |             |             |             |             |             |             |
| 11                | POL Natalia Pacierpnik  | 106.38     | 2          | 167.18     | 50         | 106.38     | 10         | 109.63      | 2           | 11          | Não avançou | Não avançou | Não avançou |
| 12                | UKR Viktoriia Us        | 109.77     | 0          | 109.92     | 2          | 109.77     | 15         | 111.12      | 2           | 12          | Não avançou | Não avançou | Não avançou |
| 13                | CHN Li Lu               | 119.63     | 6          | 107.29     | 4          | 107.29     | 13         | 111.24      | 2           | 13          | Não avançou | Não avançou | Não avançou |
| 14                | USA Ashley Nee          | 113.15     | 4          | 105.60     | 0          | 105.60     | 9          | 116.59      | 4           | 14          | Não avançou | Não avançou | Não avançou |
| 15                | RUS Marta Kharitonova   | 111.01     | 2          | 104.72     | 0          | 104.72     | 8          | 160.39      | 52          | 15          | Não avançou | Não avançou | Não avançou |
|                   |                         |            |            |            |            |            |            |             |             |             |             |             |             |
| 16                | FRA Marie-Zélia Lafont  | 110.52     | 6          | 118.67     | 2          | 110.52     | 16         | Não avançou | Não avançou | Não avançou | Não avançou | Não avançou | Não avançou |
| 17                | BRA Ana Sátila          | 110.80     | 2          | 149.12     | 50         | 110.80     | 17         | Não avançou | Não avançou | Não avançou | Não avançou | Não avançou | Não avançou |
| 18                | COK Ella Nicholas       | 119.69     | 2          | 316.72     | 202        | 119.69     | 18         | Não avançou | Não avançou | Não avançou | Não avançou | Não avançou | Não avançou |
| 19                | KAZ Yekaterina Smirnova | 127.64     | 2          | 119.80     | 4          | 119.80     | 19         | Não avançou | Não avançou | Não avançou | Não avançou | Não avançou | Não avançou |
| 20                | JPN Aki Yazawa          | 120.17     | 4          | 128.00     | 6          | 120.17     | 20         | Não avançou | Não avançou | Não avançou | Não avançou | Não avançou | Não avançou |
| 21                | MAR Hind Jamili         | 153.00     | 12         | 149.87     | 8          | 149.87     | 21         | Não avançou | Não avançou | Não avançou | Não avançou | Não avançou | Não avançou |